# Pardal rutilant
El pardal rutilant és una espècie d'ocell de la família dels passèrids (Passeridae). Habita boscos, terres de conreu i ciutats de les muntanyes de l'est de l'Afganistan, nord del Pakistan, nord i est de l'Índia, sud i est del Tibet, Myanmar, centre i sud de la Xina, nord d'Indoxina, Taiwan, Corea, sud de les illes Kurils i Japó.